# Yair Golan

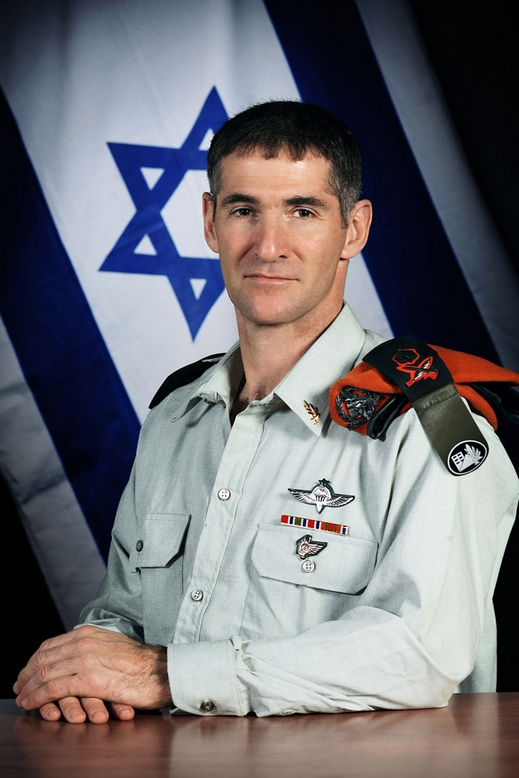
Yair Golan, 2008

Yair Golan (hebräisch יאיר גולן; * 14. Mai 1962 in Rischon LeZion) ist ein israelischer Politiker sowie ehemaliger Generalmajor (Aluf) der Israelischen Verteidigungsstreitkräfte (IDF).
Von Dezember 2014 bis Mai 2017 war er stellvertretender Chef des Generalstabs der IDF. Zuvor war er seit 2011 Kommandeur des Nordkommandos.
Im Mai 2024 wurde er zum neuen Vorsitzenden der Arbeitspartei gewählt und im Juli 2024 übernahm er den Vorsitz des neugegründeten Parteienzusammenschluss Die Demokraten aus Arbeitspartei und Meretz Partei.

## Leben
Golan trat 1980 seinen Wehrdienst bei der israelischen Fallschirmjäger-Brigade an, in der er später auch als Kommandant diente. Er erwarb einen Bachelor-Abschluss in Politikwissenschaften an der Universität Tel Aviv und später einen Master an der Harvard University.
Golan ist verheiratet und hat fünf Kinder.

## Politische Laufbahn
Im Juni 2019 schloss sich Golan der von Ehud Barak neu gegründeten Partei Demokratisches Israel an, die später ein Teil des Wahlbündnisses Demokratische Union wurde. Über die Liste der Demokratischen Union zog Golan schließlich bei der Wahl im September 2019 als Abgeordneter in die Knesset ein.

## Positionen
Golan sieht sich selbst als „linken Zionisten“ und kritisierte mehrfach die israelische Rechte. Er tritt für ein Ende der israelischen Besatzung des Westjordanlands ein, allerdings erst, wenn Israels Sicherheit gewährleistet werden kann. Er fordert außerdem die Privilegien der ultraorthodoxen Israelis abzuschaffen und allgemein, etwa durch die Einführung der Zivilehe, Staat und Religion stärker zu trennen. Golan plädierte für eine „Zweistaatenlösung“, doch im Juli 2024 stimmte auch seine Fraktion für eine Resolution der Regierungsparteien und einigen rechtsradikalen Oppositionsparteien, die die Errichtung eines palästinensischen Staates ablehnt.
Zu Beginn der israelischen Invasion des Gazastreifens nach dem Angriff der Hamas auf Israel 2023 forderte Golan in einem Interview mit Jedi’ot Acharonot, die israelische Regierung solle humanitäre Lieferungen einstellen. Es sei „völlig legitim“, der Hamas zu kommunizieren: „Wenn es nach uns geht, könnt ihr verhungern.“ Er wandte sich im selben Interview gegen die Vorstellung, ein „Auslöschen“ Gazas sei erstrebenswert: „Sie alle töten? Meiner Meinung nach ist dies ein unprofessioneller Satz von unprofessionellen Menschen. Es hat einen Hauch von Rache, was ich in seiner emotionalen Wurzel verstehen kann, aber man führt keinen Krieg mit Rache.“ Diese Äußerungen wurden vielfach als genozidal interpretiert.
Im Juli 2024 trat Golan dafür ein, erneut »in den Libanon einzudringen« und die israelische Armee »nach einem Plan einzusetzen, der für eine Bodeninvasion im Südlibanon ausgearbeitet wurde, einschließlich der Einrichtung eines zwei Kilometer breiten Sicherheitsstreifens im Libanon entlang der Grenze«. Er wiederholte diesen Vorschlag für die Errichtung einer israelisch besetzten »Sicherheitspufferzone« im Libanon in den Medien und sagte im September 2024 in einem Interview, diese sollte einen halben Kilometer breit sein.
Am 19. Mai 2025 erklärte in einem Radiointerview, die Regierung von Premier Benjamin Netanyahu forciere mit ihrer Kriegsführung im Gazastreifen, dass Israel Gefahr laufe, zu einem international geächteten Pariastaat zu werden, wie es dereinst Südafrika gewesen sei. „Er fügte hinzu: Ein Land, das bei gesundem Verstand ist, führt keinen Krieg gegen Zivilisten, es tötet keine Babys als Hobby und setzt sich nicht die Vertreibung der Bevölkerung zum Ziel.“ Am 7. Oktober 2023 beim Überfall der Hamas auf Israel wurde er noch als Held gefeiert, da er in den Süden des Landes fuhr und mehrere Menschen vor den Terroristen rettete. Nach seinen Äußerungen stand er massiv in der Kritik der Regierung und der großen Oppositionsparteien.